# Хой-Балам I
Хой-Балам I (499—526, перевод имени: Связанный Ягуар) — один из царей Пачана. В ходе своего правления воевал с Йокибом (государство Пьедрас-Неграса) и, по одной из версий, в конце концов, был захвачен в плен йокибским царем.

## Биография

### Политическая биография
В 499 году захватил некоего полководца царства Аке (царство Бонампака).
Около 505 года произошла третья (за всю историю Пачана) война с Йокибом, Хой-Балам I захватил в плен «сновидца» йокибского царя.
Летом 508 года Хой-Балам I захватил в плен Ах-Балама, «человека из рода» мутульского царя Чак-Ток-Ичаака III (умершего за 15 дней до этого). Мутуль на тот момент был на стороне Йокиба в конфликте между Пачаном и Йокибом. Затем он одержал победу и над Йокибом.
После этих событий у Пачана появилась сильная коалиция из войск: Пачана, Аке и Вабе. Однако затем, судя по панели 12 из Пьедрас-Неграса, установленной в 518 году, Йокиб сумел одолеть Пачан (вероятно, при поддержке «западного каломте Тахом-Укаб-Туна»). На панели изображены три пленника царя Йокиба, среди которых и Хой-Балам I. По мнению ряда ученых, это изображение означает, что Хой-Балама и двух других царей взяли в плен. Однако, по мнению Дэвида Стюарта, основанном на том, что Хой-Балам и царь Лакамтууна Чан-Ак (другой царь с изображения) продолжали править и после 518 года, это изображение в первую очередь символическое и означает лишь победу Йокиба, но не взятие Хой-Балама в плен.

### Вклад в архитектуру Йашчилана
18 октября 514 года Хой-Балам I установил Стелу 27, являющуюся самым ранним из известных на данный момент памятников Йашчилана. Хой-Балам изображен на стеле, в его одежде выделяется располагающийся на тыльной стороне стелы опоясывающий орнамент в форме человеческой головы, являющейся портретом его отца, Яшун-Балама II. Стела некогда была повреждена, но затем восстановлена (судя по стилю исправлений, реконструкция стелы была сделана в правление Яшун-Балама IV).